# Тврђава Рашкан
Тврђава Рашкан (персијски: دژ رشکان) налазила се на 1122 м високој планини Кух-е Сафаије, на североистоку језгре древног иранског града Раја (данас део Техерана) односно приближно 300 м југоисточно од брда Чешме Али. Два узвишења са околином представљају значајно археолошко налазиште праисторијских, старовековних и средњовековних артефаката.
Прва опсежнија истраживања на Рашкану 1930-их година предводио је немачки археолог Е. Ф. Шхмит, идентификовавши притом предмете из млађег гвозденог доба (око 1000. п. н. е.) који указују на сродност са онима пронађеним на Тапе-Хесару код Дамгана. Сама тврђава Рашкан датира се у партски период (3. в. п. н. е. − 3. в.) и име је добила према Аршаку, првом партском владару.
Зидине прате топографију терена и подигнуте су над најстрмијим литицама због чега тврђава има троугласти облик. На врху се налазила осматрачница до које данас воде двоструке мердевине, док су најважнији објекти били смештени на јужном платоу. Такође, са јужне стране тврђава је била заштићена са три грудобрана који се датирају из различитих историјски периода. Северни делови комплекса оштећени су због активности велике Рајске цементаре. Коришћени материјали углавном су камен и малтер, а западне зидине грађене су од опека величине 45 x 45 x 15 cm. Наведене димензије биле су релативно стандардизоване у древној иранској архитектури и јављају се на пример код Горганског зида. Међу предметима пронађеним на Рашкану од велике важности су партске бронзане кованице.
Иако нема чврстих археолошких доказа, стручњаци претпостављају да је тврђава коришћена и током сасанидског периода (3. − 7. в.) због стратешког значаја Раја, коришћења тврђаве у раноисламском периоду (8. − 9. в.), као и сасанидских трагова на суседном Чешме Алију и Тапе-Милу.
На Рашкану су пронађени разни средњовековни остаци и трагови: из времена Абасидског калифата приметна је надоградња каменом над древним опекама и западна медреса са ајваном, о бујидском коришћењу тврђаве сведочи полирана керамика, док кованица са приказом Шахруха Мирзе сведочи и о тимуридској присутности. Раније у 13. веку Рашкан је тешко страдао приликом монголске инвазије, а у новом веку заједно са Рајом у потпуности губи на значају у корист оближњег Техерана. Већина археолошких артефаката пронађени на Рашкану, Чешме Алију и околни Раја данас се чува у Националном музеју у Техерану.

## Галерија
- Западни бедем
- Детаљи горњег утврђења
- Јужне Зидине
- Јужне просторије
- Ајван